# María Elósegui Itxaso
María Elósegui Itxaso (Sant Sebastià, 1957) és una jurista basca. És catedràtica de Filosofia del Dret a la Universitat de Saragossa. Fou la primera dona en ser designada per a ser jutgessa al Tribunal Europeu dels Drets Humans.
Quan envià el seu curriculum vitae al Tribunal Europeu dels Drets Humans mentí al afirmar que participà en la redacció de la Llei per a la igualtat efectiva de dones i homes. Ella negà tal fet.
El gener de 2018 es convertí en jutgessa del Tribunal Europeu dels Drets Humans. Eixe mes el Partit Popular de la Rioja la va proposar per a elaborar una llei de la transsexualitat.

## Pensament
Ha relacionat l'homosexualitat amb malalties; ha afirmat que la transsexualitat és una malaltia que requereix teràpia, no cirurgia; ha criticat negativament la píndola anticonceptiva i els condons; i ha afirmat que les dones moren més quan l'avortament induït està legalitzat.
És per aquest motiu que el 12 de febrer de 2018 un grup de 75 eurodiputats van instar a revocar el seu nomenament, mitjançant una carta conjunta.

## Premis
Ha rebut el Premi Luis Portero de Drets Humans.